# Fernandel
Fernandel, vlastním jménem Fernand Joseph Désiré Contandin, (8. května 1903 Marseille – 26. února 1971 Paříž) byl francouzský herec a zpěvák. Vyšel ze světa francouzské operety a vaudevillu, stal se však i známým filmovým hercem, k jeho popularitě přispěla především role Dona Camilla, který v sérii filmů sváděl v malém italském městečku souboj s komunistickým starostou Pepponem. Úspěch snímků o svérázném knězi ho katapultoval i do Hollywoodu, kde jeho nejúspěšnějším počinem byl film Paris Holiday, kde stál po boku Boba Hopea. Míru jeho popularity ve Francii ukázala anketa Největší Francouz (obdoba 100 největších Britů či Největšího Čecha), která se ve Francii konala roku 2005. Fernandel se zde umístil na 13. místě (před Napoleonem Bonapartem, Karlem Velikým či Françoisem Mitterrandem, ale také před svými ve světě slavnějšími kolegy Louisem de Funès či Jeanem Gabinem).

## Život
Oba rodiče hráli v divadle, a tak svého syna směrovali na hereckou dráhu. Fernand stál poprvé na divadelních prknech už jako dítě. V deseti získal třetí cenu v pěvecké soutěži vypsané deníkem Comoedia. Po skončení školní docházky vystřídal několik zaměstnání a nakonec byl povolán do armády. Ještě předtím se v roce 1925 se oženil s Henriette-Félicie Manseovou, sestrou svého přítele, textaře Jeana Manse. Po návratu z vojny se živil zpěvem a kabaretními výstupy. Přijal umělecké jméno Fernandel. Putoval po různých městech a v prosinci roku 1928 měl první vystoupení v Paříži. Získal si značnou popularitu a všimli si ho také filmoví producenti. Dostal malou roli ve filmu Bílý a černý a svým výkonem zaujal. Společně s Jeanem Gabinem, který se stal jeho celoživotním přítelem, se zařadil mezi začínající hvězdy filmové společnosti. Hráli spolu ve filmu Paris-Beguin (1931). První větší příležitost dostal ve filmu Mládenec paní Hussonové (1932), kde uplatnil svůj typický herecký projev opírající se především o výraznou mimiku. Byl to režisér Marcel Pagnol, kdo objevil Fernandelův širší herecký potenciál a obsadil ho do svého filmu Angèle (1934). Fernandel v něm ukázal, že kromě komických rolí umí na diváky zapůsobit svým lidským a citlivým projevem. Pagnol mu dal ještě několik příležitostí ve filmech jako například Regain (1937), Le Schpountz (1938), La fille du puisatier (1940), Naïs (1945). Posledním společným filmem, po kterém jejich přátelství skončilo roztržkou, byl Topaze (1951).
Do roku 1940 Fernandel hrál ve více než 50 filmech. Filmové úspěchy nezabránily Fernandelovi v kariéře zpěváka. Hrál v mnoha muzikálech, některé z nich byly zfilmovány a písně jako například Ignace, Simplet, Félicie nebo Francine si získaly širokou popularitu. Zájem projevil i Hollywood, ale Fernandel odmítal hrát v Americe a nezdarem skončila i spolupráce s americkými filmaři ve Francii. V USA Fernandel vystoupil pouze jedenkrát: na koncertu v Carnegie Hall v roce 1968.
V roce 1937 publikoval své první paměti, které byly na pokračování zveřejňovány v komunistickém deníku Ce soir. V době druhé světové války zpíval v kabaretech, vystupoval v rozhlase a natáčel filmy včetně dvou ve vlastní režii (Simplet, 1942 a Adrien, 1943).
Fernandelova filmová kariéra vrcholila v padesátých letech, kdy vznikly i umělecky náročnější snímky, např. Červená hospoda (1951), Mamzelle Nitouche (1954), Kráva a vězeň (1959). V roce 1951 se poprvé objevil v roli Dona Camilla ve filmu Malý svět Dona Camilla režiséra Juliena Duvivera. Obrovský mezinárodní úspěch vedl k natočení dalších filmů se stejným obsazením hlavních hrdinů: Návrat Dona Camilla (1953), Velký boj Dona Camilla (1955), Don Camillo Monseigneur (1961), Don Camillo v Rusku (1965) a nakonec Don Camillo a jeho protestující, který se začal točit v roce 1970, ale kvůli Fernandelově onemocnění už nebyl dokončen.
Zemřel na rakovinu plic 26. února 1971 v Paříži. Je pohřben na hřbitově Passy.
Během svého života natočil více než 120 filmů. I když mnohé Fernandelovy filmy byly podprůměrné, několik jich patří ke zlatému fondu evropské kinematografie. Jeho hlas je zachován na mnoha gramofonových deskách jak s písněmi, tak s mluveným slovem. Ve Francii si velkou popularitu i uznání odborníků získaly Fernandelovy nahrávky povídek Alphonse Daudeta Listy z mého mlýna. V letech 1953 a 1968 za ně získal Grand Prix de l'Académie du disque.

### Osobní život
S manželkou Henriette měl dvě dcery a syna. Zůstali spolu až do Fernandelovy smrti. Své soukromí pečlivě tajil, nikdy nebyl zapleten do žádného skandálu. S rodinou bydlel v bytě na Avenue Foch v Paříži. Vlastnil také vilu v přímořském letovisku Carry-le-Rouet a velký dům Les Mille Roses v Marseille, ve čtvrti Trois-Lucs obklopenou pětihektarovým parkem. Koupil ji v roce 1935 k desátému výročí své svatby s Henriettou Mensovou.
V roce 1963 založil s přítelem Jeanem Gabinem filmovou produkční společnost Gafer.

## Filmografie
- Le rosier de Madame Husson
- Angèle (1934)
- Le cavalier Lafleur (1934)
- Jim la houlette (1935)
- Un de la légion
- Regain ((1937))
- Josette (1937)
- Ignace (1937)
- Un carnet de bal (1927)
- Les rois du sport (1937)
- Hercule (1938)
- Le schpountz (1938)
- Barnabé (1938)
- L'héritier des Mondésir (1940)
- Monsieur Hector (1940)
- La fille du puisatier (1940)
- La nuit merveilleuse (1940)
- Les gueux au paradis
- Simplet (1942)
- Les petits riens (1942)
- La bonne étoile (1943)
- Petrus (1946)
- Coeur de coq (1946)
- Emile l'africain (1948)
- L'armoire volante (1948)

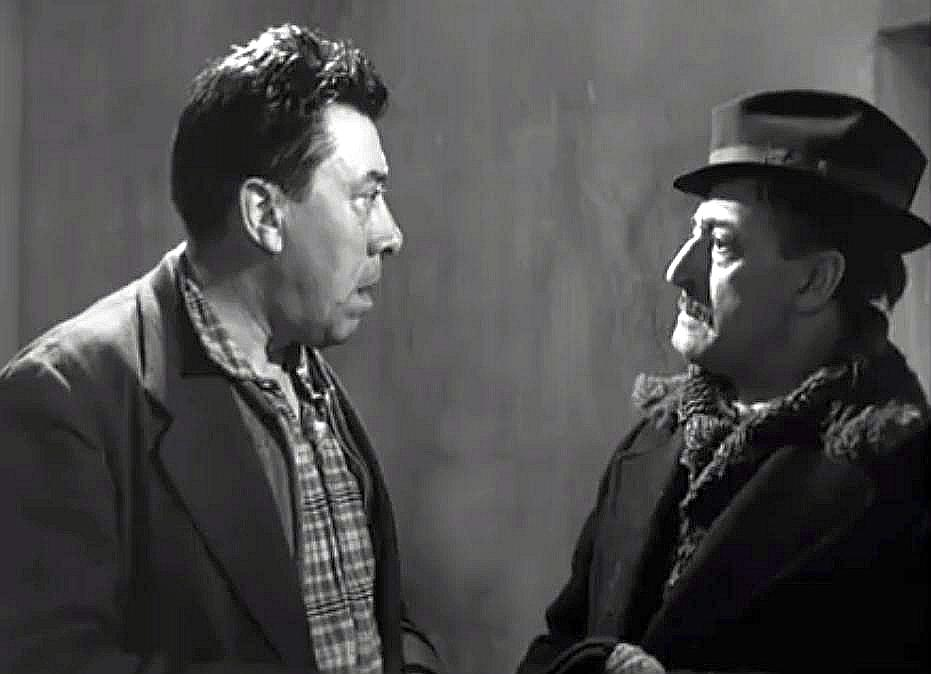
Fernandel a Totò ve filmu La legge è legge

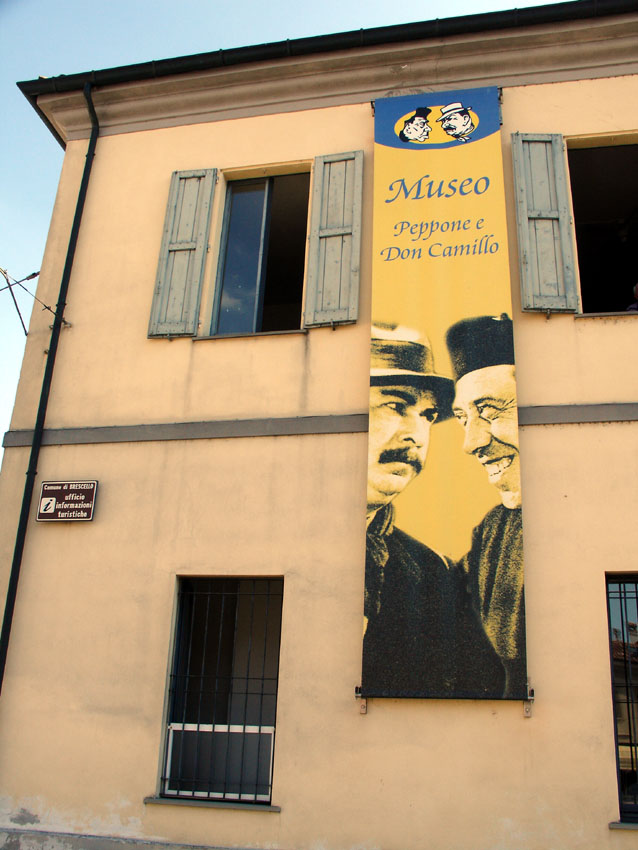
Turisty láká do Brescella dokonce i muzeum populárních filmových postav

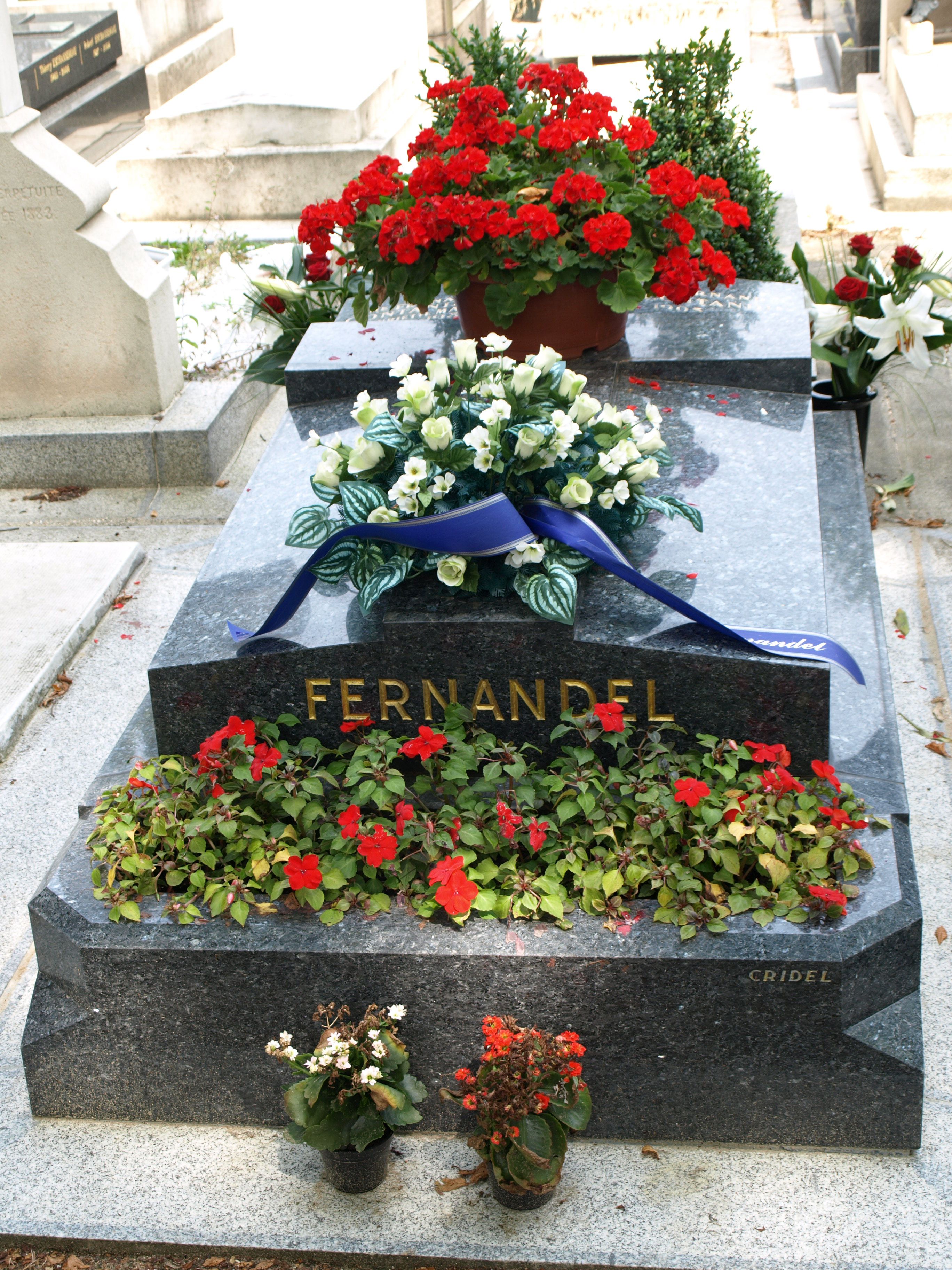
Fernandelův hrob na hřbitově Passy

- L'héroïque Monsieur Boniface (1949)
- On demande un assassin (1949)
- Casimir (1950)
- Meurtres (1950)
- Uniformes et grandes manoeuvres (1950)
- Topaze directed by Marcel Pagnol (1951)
- Tu m'as sauvé la vie (1951)
- Boniface somnambule (1951)
- Adhémar ou le jouet de la fatalité (1951)
- La table aux crevés (1951)
- L'auberge rouge (1951)
- Le Petit Monde de Don Camillo (1951)
- Coiffeur pour dames
- Le fruit défendu (1952)
- Le boulanger de Valorgue (1953)
- Le retour de Don Camillo (1953)
- Carnaval (1953)
- L'ennemi public no.1 (1953)
- Mam'zelle Nitouche (1954)
- Le mouton à cinq pattes (1954)
- Ali Baba et les quarante voleurs (1954)
- Le printemps, l'automne et l'amour (1955)
- La grande bagarre de Don Camillo (1955)
- Le couturier de ces dames (1956)
- Don Juan (1956)
- Honoré de Marseille (1956)
- Sous le ciel de Provence (1956)
- L'homme à l'imperméable (1957)
- Sénéchal le magnifique (1957)
- Le chômeur de Clochemerle (1957)
- La loi c'est la loi (1958)
- La Vie à deux (1958)
- Paris Holiday (1958)
- Les vignes du seigneur (1958)
- Le grand chef (1959)
- Le confident de ces dames (1959)
- La Vache et le Prisonnier (1959)
- Crésus (1960)
- Le caïd (1960)
- Cocagne (1961)
- Don Camillo...Monseigneur! (1961)
- Le jugement dernier (1961)
- Dynamite Jack (1961)
- L'assasin est dans l'annuaire (1962)
- Le Diable et les Dix Commandements (1962)
- En avant la musique (1962)
- Le voyage à Biarritz (1963)
- Blague dans le coin (1963)
- Le bon roi Dagobert (1963)
- La cuisine au beurre (1963)
- Relaxe-toi chérie (1963)
- L'âge ingrât (1964)
- Don Camillo en Russie (1965)
- La bourse et la vie (1966)
- Le voyage du père (1966)
- L'homme à la Buick
- Heureux qui comme Ulysse (1970)